# Liste der Pfarren im Dekanat Mödling
Das Dekanat Mödling ist ein Dekanat im Vikariat Unter dem Wienerwald der römisch-katholischen Erzdiözese Wien.
Das 1913 gegründete Dekanat umfasst 13 Pfarren im südlichen Niederösterreich mit über 45.000 Katholiken.

## Pfarren mit Kirchengebäuden und Kapellen
| Pfarre                      | Pfarrverband/Seelsorgeraum | Ink.                     | Seit           | Patrozinium             | Kirchengebäude und Kapellen |                                 |
| --------------------------- | -------------------------- | ------------------------ | -------------- | ----------------------- | --- | ------------------------------- |
| Achau                       | Kaisereck                  |                          | 1312, neu 1783 | St. Laurentius          | Pfarrkirche Achau | Pfarrkirche Achau               |
| Biedermannsdorf             | Kaisereck                  |                          | vor 1352       | St. Johannes der Täufer | Pfarrkirche Biedermannsdorf Kapelle im Pfarrhof Biedermannsdorf | Pfarrkirche Biedermannsdorf     |
| Brunn am Gebirge            |                            |                          | 1558           | St. Kunigunde           | Pfarrkirche Brunn am Gebirge | Pfarrkirche Brunn               |
| Gumpoldskirchen             | Anningerblick              | Deutscher Orden (OT)     | um 1200        | St. Michael             | Pfarrkirche Gumpoldskirchen Barbarakapelle am Friedhof Gumpoldskirchen | Pfarrkirche Gumpoldskirchen     |
| Guntramsdorf-St. Jakobus    | Anningerblick              |                          | vor 1232       | Jakobus der Ältere      | Pfarrkirche Guntramsdorf Friedhofskapelle Guntramsdorf | Pfarrkirche Guntramsdorf        |
| Neu-Guntramsdorf-St. Joseph | Anningerblick              |                          | 1966           | Joseph der Arbeiter     | Pfarrkirche Neu-Guntramsdorf | Pfarrkirche Neu-Guntramsdorf    |
| Hinterbrühl                 |                            |                          | 1783           | Johannes der Täufer     | Pfarrkirche Hinterbrühl Michaelskapelle im Trinitarierkonvent Mödling, Kapelle zum Heiligsten Herzen Jesu | Pfarrkirche Hinterbrühl         |
| Laxenburg                   | Kaisereck                  |                          | um 1400        | Kreuzerhöhung           | Pfarrkirche Laxenburg Klosterkirche des Kreuzschwesternkloster Laxenburg | Pfarrkirche Laxenburg           |
| Maria Enzersdorf            |                            |                          | 1993           | Hl. Geist               | Pfarrkirche Maria Enzersdorf-Südstadt Franziskanerkloster Maria Enzersdorf mit der Wallfahrtskirche Maria Enzersdorf, Heilig-Geist-Kirche im Missionshaus St. Gabriel, Marienkapelle im Klarissenkloster Maria Enzersdorf | Pfarrkirche Maria Enzersdorf    |
| Mödling-Herz Jesu           | Am Mödlingbach             | Steyler Missionare (SVD) | 1925           | Herz Jesu               | Herz-Jesu-Kirche Josefskirche (früher: Hyrtl’sches Waisenhaus), Kapelle im Landesklinikum Thermenregion Mödling, Kapelle im Landespflegeheim Mödling                                                                      | Pfarrkirche Herz Jesu, Mödling  |
| Mödling-St. Othmar          | Am Mödlingbach             |                          | um 1040        | St. Othmar              | Othmarkirche Kapelle in der HTL Mödling, Seelsorgestation St. Michael, Spitalskirche (Spitalkirche) | Pfarrkirche St. Othmar, Mödling |
| Münchendorf                 | Anningerblick              |                          | vor 1300       | St. Leonhard            | Pfarrkirche Münchendorf | Pfarrkirche Münchendorf         |
| Wiener Neudorf              | Am Mödlingbach             |                          | 1783           | Maria Schnee            | Pfarrkirche Maria Schnee | Pfarrkirche Wiener Neudorf      |

## Dekanat Mödling
- Zur ehemaligen Pfarre Maria Enzersdorf (1784–2014) siehe Franziskanerkloster Maria Enzersdorf.

Diözesaner Entwicklungsprozess
Am 29. November 2015 wurden für alle Pfarren der Erzdiözese Wien Entwicklungsräume definiert. Die Pfarren sollen in den Entwicklungsräumen stärker zusammenarbeiten, Pfarrverbände oder Seelsorgeräume bilden. Am Ende des Prozesses sollen aus den Entwicklungsräumen neue Pfarren entstehen. Im Dekanat Mödling wurden folgende Entwicklungsräume festgelegt:
- Brunn am Gebirge, Hinterbrühl und Maria Enzersdorf-Zum Heiligen Geist
- Mödling-Herz Jesu, Mödling-St. Othmar und Wiener Neudorf (Pfarrverband "Am Mödlingbach")
  - Subeinheit 1: Mödling-Herz Jesu und Mödling-St. Othmar
  - Subeinheit 2: Wiener Neudorf
- Gumpoldskirchen, Guntramsdorf-St. Jakobus, Guntramsdorf-St. Josef und Münchendorf
- Achau, Biedermannsdorf und Laxenburg

Mit 1. September 2020 wurde der Pfarrverband „Anningerblick“ mit den Pfarren Gumpoldskirchen, Guntramsdorf-St. Jakobus, Guntramsdorf-St. Josef und Münchendorf errichtet.
Dechanten
- 2003–2015 Konrad Stix OT (1949–2019)
- 2015-0000 Adolf Valenta